# Elisabeth av Göritz
Elisabeth av Göritz, född cirka 1262, död 28 oktober 1313; drottning av Tyskland och ärkehertiginna av Österrike. Hon var dotter till greve Meinhard II av Göritz och Tyrolen. Gift i november 1274 med Albrekt I av Tyskland.
Efter mordet på kung Albrekt 1308 kämpade hon för de habsburgska intressena. Efter det att hon säkrat riket för sina barn, drog hon sig tillbaka till klostret Königsfelden nära Brygge, där hon levde fram till sin död.

## Barn
1. Agnes (1281-1364)
2. Rudolf I av Böhmen (1282-1307)
3. Fredrik den sköne (1289-1330)
4. Leopold I, hertig av Österrike (1290-1326)
5. Albrekt II, hertig av Österrike (1298-1358)
6. Otto, hertig av Österrike (1301-1339)
7. Meinhard (1300-1309)
8. Anna (död 1327)
9. Katarina (död 1323)
10. Gutta (död 1329)
11. Elisabeth (död 1353)
12. Henrik (död 1327)